# Homo academicus
Homo academicus est un livre du sociologue français Pierre Bourdieu paru en 1984. Jacques Bouveresse a souligné qu'il est « celui de ses livres qui a été le plus contesté et est apparu comme le plus « scandaleux » ».

## Présentation
Avec Homo academicus, Pierre Bourdieu présente une étude sociologique qui traite de la représentation, de la position et de la répartition du pouvoir des universitaires dans l'espace social. Bourdieu voit un problème fondamental : les scientifiques classent sans refléter les conditions de production de leurs critères de classification. L'objectif global de l'étude est de contrôler l'influence des déterminismes sociaux sur les critères d'investigation scientifique. La particularité de l'étude de Bourdieu est que, contrairement à la plupart des textes, qui « font abstraction de leur contexte respectif de production et d'utilisation », ils « véhiculent leur propre contexte ». Bourdieu lui-même fait partie de ce monde, dont il révèle les mécanismes et qu'il critique.
Bourdieu prédit que les lecteurs de Homo academicus réagiront très différemment à l'étude, selon qu'ils font partie du domaine universitaire ou y font face en tant qu'étranger. Ces derniers peuvent être plus facilement impliqués dans l'étude et peuvent être instruits par celle-ci car ils ne se sentent pas affectés par les critiques possibles et se comportent avec elle « comme au théâtre, où vous pouvez rire sans vous rendre compte que c'est une photo de vous-même. » 
Bourdieu donne une méthode permettant d'extraire le scientifique de son enquête afin d'obtenir le résultat le plus objectif possible. « L'espace des positions » et « l'espace des œuvres » doivent être réunis dans l'analyse scientifique. 
Dans l'espace universitaire, chaque professeur a une position qui affecte, par exemple, sa position politique. Par exemple, les professeurs qui dénonceraient les mouvements étudiants se retrouveraient au même endroit dans la salle. Les professeurs qui prônent ces mouvements se trouvent dans un endroit complètement différent de la salle. Dans l'espace universitaire, il y a des scientifiques avec des positions extérieures qui s'excluent délibérément du champ universitaire et peuvent encore acquérir du pouvoir et du prestige dans une certaine mesure, comme Roland Barthes. Cependant, ces étrangers doivent accepter de ne jamais pouvoir obtenir le même pouvoir et la même position que leurs collègues des institutions.
Bourdieu décrit également le changement générationnel des matières dans les universités. Ainsi, de nouvelles disciplines (linguistique, anthropologie, etc.) menacent la règle des matières « consacrées » (philosophie, études littéraires, …). Bourdieu décrit cela comme la « guerre des sujets ». En ce sens que presque toutes les disciplines veulent se différencier des autres, mais il y a plus de liens entre les sujets.